# الألعاب الأولمبية الصيفية للصم 1949
دورة الألعاب الأولمبية الصيفية للصم لعام 1949 (بالدنماركية: 1949 Sommer Deaflympics) والمعروفة رسميًا باسم أولمبياد الصم السادس (بالدنماركية: 6. DøveOlympiade) هو حدث رياضي متعدد دولي أقيم في الفترة من 12 أغسطس 1949 إلى 16 أغسطس 1949. وقد استضافت كوبنهاجن، الدنمارك هذا الحدث. أقيمت هذه الألعاب بعد 10 سنوات منذ آخر نسخة من الألعاب الأولمبية للصم (1939) بسبب الحرب العالمية الثانية،
تمت إضافة كرة السلة وكرة الماء كأحداث لأول مرة في تاريخ الألعاب الأولمبية للصم،

## الدول المشاركة
شاركت الدول التالية في دورة ألعاب الصم 1949:
- النمسا
- بلجيكا
- تشيكوسلوفاكيا
- الدنمارك
- فنلندا
- فرنسا
- بريطانيا العظمى
- إيطاليا
- هولندا
- النرويج
- السويد
- سويسرا
- الولايات المتحدة الأمريكية
- يوغوسلافيا

## الرياضة

### الرياضات الفردية
- ألعاب قوى[4][5][6][7][8][9][10][11][12][13][14][15][16][17][18][19][20][21][22][23][24][25][26][27]
- سباق الدراجات الهوائية[28]
- غطس[29]
- رماية[30][31][32]
- سباحة (رياضة)[33][34][35][36][37][38][39][40][41][42][43][44][45][46]
- كرة المضرب[47][48][49][50][51]
- كرة الماء[52]

### الرياضات الجماعية
- كرة السلة[53]
- كرة القدم[54]

## جدول الميداليات
*   البلد المضيف ( الدنمارك)
| المرتبة | NOC                    | ذهبية | فضية | برونزية | المجموع |
| ------- | ---------------------- | ----- | ---- | ------- | ------- |
| 1       | الدنمارك (DEN)*        | 11    | 9    | 10      | 30      |
| 2       | فنلندا (FIN)           | 11    | 6    | 8       | 25      |
| 3       | هولندا (NED)           | 7     | 5    | 1       | 13      |
| 4       | السويد (SWE)           | 6     | 14   | 6       | 26      |
| 5       | النرويج (NOR)          | 5     | 3    | 6       | 14      |
| 6       | بريطانيا العظمى (GBR)  | 5     | 1    | 0       | 6       |
| 7       | فرنسا (FRA)            | 4     | 6    | 4       | 14      |
| 8       | بلجيكا (BEL)           | 1     | 3    | 1       | 5       |
| 9       | إيطاليا (ITA)          | 1     | 1    | 3       | 5       |
| 10      | سويسرا (SUI)           | 0     | 1    | 3       | 4       |
| 11      | الولايات المتحدة (USA) | 0     | 1    | 0       | 1       |
| 12      | تشيكوسلوفاكيا (TCH)    | 0     | 0    | 2       | 2       |
| 13      | يوغوسلافيا (YUG)       | 0     | 0    | 1       | 1       |
| 14      | النمسا (AUT)           | 0     | 0    | 0       | 0       |
| المجموع | المجموع                | 51    | 50   | 45      | 146     |

## النتائج

### ألعاب القوى
| Event                | الذهبية                                                                                                | الفضية                                                                                                 | البرونزية                                                                                      |
| -------------------- | --- | --- | ---------------------------------------------------------------------------------------------- |
| رجال 100 متر         | روجر كانتريل · فرنسا                                                                                   | روبرت إلسورث ميلر · الولايات المتحدة                                                                   | أوريليو ماركوتشي · إيطاليا                                                                     |
| نساء 100 متر         | إيلين روز دوكز · بريطانيا العظمى                                                                       | جونيل ساندستروم · فنلندا                                                                               | إلين مولر · الدنمارك                                                                           |
| رجال 200 متر         | روجر كانتريل · فرنسا                                                                                   | جوستاف سفين لورنتز إنغستروم · السويد                                                                   | كارل غوستاف أستروم · السويد                                                                    |
| رجال 400 متر         | كونتو إيري · فنلندا                                                                                    | تويو تفياكيل تارفونن · فنلندا                                                                          | جوستاف سفين لورنتز إنغستروم · السويد                                                           |
| رجال 800 متر         | ألفريد كارستنسن نيلسن · الدنمارك                                                                       | تويو تفياكيل تارفونن · فنلندا                                                                          | كريستيان مولر · الدنمارك                                                                       |
| رجال 1500 متر        | كنوت أولوف أرفيد جارديل · السويد                                                                       | آرني لينارت لارسون · السويد                                                                            | ألفريد كارستنسن نيلسن · الدنمارك                                                               |
| رجال 5000 متر        | أولوف يوهانسون · السويد                                                                                | كنوت أولوف أرفيد جارديل · السويد                                                                       | ماكس جان دافيد · فرنسا                                                                         |
| رجال 10000 متر       | ماكس جان دافيد · فرنسا                                                                                 | أولوف يوهانسون · السويد                                                                                | فينو بيلي · فنلندا                                                                             |
| رجال 110 متر حواجز   | بيير جالوي · فرنسا                                                                                     | بورغي نيلسن · الدنمارك                                                                                 | مارسيل ألي · فرنسا                                                                             |
| رجال 400 متر حواجز   | فيكو كوسكينن · فنلندا                                                                                  | بيير جالوي · فرنسا                                                                                     | بنت بيدرسن · الدنمارك                                                                          |
| رجال 4 × 100 م تتابع | السويد (SWE) · كارل غوستاف أستروم · بيرتل كارل باث · تاجي برنهارد إنغبرغ · جوستاف سفين لورنتز إنغستروم | الدنمارك (DEN) · فولمر كريستيانسن · هولجر يوهانسون · أكسل بيدر أولسن · فريدي سامسوي                    | يوغوسلافيا (YUG) · ميسدراغ ميلوفانوف · ميلينكو سفيرسيفيتش · بوزيدار تيروني                     |
| نساء 4×100 تتابع     | النرويج (NOR) · مارغيت بولستاد · بيورغ براثين · إنجر فيلهلمين أوفريده · بيرغيت ماري رافوس              | السويد (SWE) · كارين أندرسون · سونيا أندرسون · تورا لينيه هانسن · روت هيني ويكمان                      |                                                                                                |
| رجال 4 × 400 م تتابع | فنلندا (FIN) · كونتو إيري · فيكو كوسكينن · تويو تفياكيل تارفونن · فويتّو ويكهولم                        | السويد (SWE) · بيرتل كارل باث · جوستاف سفين لورنتز إنغستروم · موريتز أولسون · غونار كارل رينر          | الدنمارك (DEN) · كريستيان مولر · ألفريد كارستنسن نيلسن · أكسل بيدر أولسن · بورغي أندرس راسموسن |
| رجال تتابع أولمبي    | فنلندا (FIN) · كونتو إيري · فيكو كوسكينن · سولو فالفريد رانّيكّو · تويو تفياكيل تارفونن                  | السويد (SWE) · كارل غوستاف أستروم · بيرتل كارل باث · تاجي برنهارد إنغبرغ · جوستاف سفين لورنتز إنغستروم | الدنمارك (DEN) · فولمر كريستيانسن · كريستيان مولر · بورغي أندرس راسموسن · فريدي سامسوي         |
| رجال القفز العالي    | برور-إريك سودرغارد · فنلندا                                                                            | إندريه جريتنس · النرويج                                                                                | سولو فالفريد رانّيكّو · فنلندا                                                                   |
| نساء القفز العالي    | بيرغيت ماري رافوس · النرويج                                                                            | إلين مولر · الدنمارك                                                                                   | جونيل ساندستروم · فنلندا                                                                       |
| رجال القفز بالزانة   | تينهو فيكو برومان · فنلندا                                                                             | بورغي نيلسن · الدنمارك                                                                                 | إندريه جريتنس · النرويج                                                                        |
| رجال القفز الطويل    | برور-إريك سودرغارد · فنلندا                                                                            | إندريه جريتنس · النرويج                                                                                | كنوت سميدسغارد · النرويج                                                                       |
| نساء القفز الطويل    | إلين مولر · الدنمارك                                                                                   | جونيل ساندستروم · فنلندا                                                                               | بيرغيت ماري رافوس · النرويج                                                                    |
| رجال القفز الثلاثي   | برور-إريك سودرغارد · فنلندا                                                                            | كارل غوستاف أستروم · السويد                                                                            | إيفرت أوكوستي فييتالا · فنلندا                                                                 |
| رمي الجلة رجال       | فالنتين كوريلا · فنلندا                                                                                | كارل غوستاف أستروم · السويد                                                                            | نيلس إريك بيرغرين · السويد                                                                     |
| رمي الجلة نساء       | بيرغيت ماري رافوس · النرويج                                                                            | ماري هانسن · الدنمارك                                                                                  | جونيل ساندستروم · فنلندا                                                                       |
| رمي القرص رجال       | كنوت سميدسغارد · النرويج                                                                               | كارل غوستاف أستروم · السويد                                                                            | إيفرت أوكوستي فييتالا · فنلندا                                                                 |
| رمي الرمح رجال       | روبرت أومان · السويد                                                                                   | لاوري ماتياس هامالينين · فنلندا                                                                        | إيرو إدفارد أوجالا · فنلندا                                                                    |

### كرة السلة
| الحدث            | الذهبية | الفضية | البرونزية |
| ---------------- | --- | --- | --------- |
| كرة السلة للرجال | بلجيكا (BEL) · جوزيف بلوم، · جاك بروسمير، · جان كرابي، · بيير غوسلين، · جان هيرو، · أنطوان ليشتفوس، · فورتون ستراديو، · فيكتور فان لاير | سويسرا (SUI) · لوسيان أوبير، · أوتو إدوارد فريكر، · ريمون جنتون، · بول مولار، · روبرت بيليه، · فرناند رورر |           |

### ركوب الدراجات
| الحدث                 | الذهبية                              | الفضية            | البرونزية                |
| --------------------- | ------------------------------------ | ----------------- | ------------------------ |
| سباق الطريق فردي رجال | توماس نورمان كلارك · بريطانيا العظمى | بيير كيلر · فرنسا | لويجي بيرغونزي · إيطاليا |

### الغطس
| الحدث                     | الذهبية                    | الفضية                 | البرونزية |
| ------------------------- | -------------------------- | ---------------------- | --------- |
| الغطس 3م منصة متحركة رجال | هينينغ كريستنسن · الدنمارك | فرانس كاليرتس · بلجيكا |           |

### كرة القدم
| الحدث            | الذهبية | الفضية | البرونزية |
| ---------------- | --- | --- | --- |
| كرة القدم للرجال | بريطانيا العظمى (GBR) · جيمس أتوود · رايموند ليزلي بولتون · جون جوزيف كاشمور · والتر تشابمان · والتر دينيس دريك · فيليب فرينش · هارولد هيغز · توماس جورج (مولز) كيسبي · تشارلز لاوندز · تشارلز مولوي · جيمس مارتن سميث · بيتر هنري ستوكس | بلجيكا (BEL) · ليوبولد بايوير · إميل باسليه · أدولف دي هونت · جوليان دي لاموت · يوجين فرايتور · مارسيل ليون فرانسوا · بيترس ميرت · إميل بيرز · روبير كويفرو · غوستاف ليونارد رايزرمانس · ويلي أشيلي سيوس · جيرار سونفيل · هاري تراب · فرانسوا فان دير ليندن · إدوارد جاك فيرهيزن · لويس ويليام | إيطاليا (ITA) · دينو أموناتشي · إرنستو بينفينوتو · ليفيو كافالي · أوغو كورتي · بيترو دي ستيفاني · سيلفيو فاسي · إيتالو غاسباريني · إنريكو سيرجيو غاسباروني · باتيستا لوديجياني · أوغو ماجنيتو · جوزيبي ماينا · ماريو ماوري · أرتورو ماتسولا · لوتشيانو ميناري · ريناتو ميرتو · إيفانو موروني · جياني أورناغي · غايتانو سانتوليني · لويجي زاني |

### الرماية
| الحدث                              | الذهبية                                                   | الفضية                                                                     | البرونزية                                             |
| ---------------------------------- | --------------------------------------------------------- | -------------------------------------------------------------------------- | ----------------------------------------------------- |
| الرماية رجال بندقية عسكرية 200 متر | برونو موتون · فنلندا                                      | ستيغ ويلهلم ياكوبسون · السويد                                              | تورستن فورستن · فنلندا                                |
| الرماية رجال بندقية عسكرية 300 متر | أندرس هوكيدالن · النرويج                                  | نييلو ميكولا · فنلندا                                                      | روبرت بيليه · سويسرا                                  |
| الرماية رجال تصنيف الفرق           | فنلندا (FIN) · تورستن فورستن · نييلو ميكولا · برونو موتون | النرويج (NOR) · أنكر كارستن غوسفري · إنغفالد فريدريك هاغن · أندرس هوكيدالن | سويسرا (SUI) · فالتر هومبرغر · روبرت بيليه · A. بيتّيه |

### قائمة الرياضات
- 100 متر رجال[4]
- 100 متر سيدات[5]
- 200 متر[6]
- 400 متر[7]
- 800 متر[8]
- 1500 متر[9]
- 5000 متر[10]
- 10000 متر[86]
- 110 متر حواجز[87]
- 400 متر حواجز[88]
- تتابع 4×100 متر[89]
- تتابع 4×400 متر[90]
- الوثب العالي[91]
- الوثب الطويل[92]
- الوثب الثلاثي[93]
- رمي القرص[94]
- رمي الرمح[95]
- رمي المطرقة[96]
- دفع الجلة[97]
- عشاري (رياضة)[98]
- الوثب الثلاثي[74]
- رمي الجلة رجال[75]
- رمي الجلة نساء[76]
- رمي القرص[77]
- رمي الرمح[78]
- تتابع 4×100 متر رجال[65]
- تتابع 4×100 متر نساء[66]
- تتابع 4×400 متر[67]
- التتابع الأولمبي[99]
- كرة السلة[100]
- سباق الدراجات – الطريق الفردي[101]
- الغوص من منصة 3 أمتار[102]
- كرة القدم[103]
- الرماية بندقية الجيش 300 متر[104]
- تصنيف فريق الرماية[105]
- الرماية بندقية الجيش 200 متر[106]
- السباحة 100 متر حرة رجال[107]
- السباحة 100 متر حرة نساء[108]
- السباحة 200 متر حرة نساء[109]
- السباحة 400 متر حرة رجال[110]
- السباحة 400 متر حرة نساء[111]
- السباحة 1500 متر حرة[112]
- السباحة 100 متر ظهر رجال[113]
- السباحة 100 متر ظهر نساء[114]
- السباحة 200 متر صدر رجال[115]
- السباحة 200 متر صدر نساء[116]
- تتابع السباحة 4 × 100 متر حرة رجال[117]
- تتابع السباحة 4 × 50 متر حرة نساء[118]
- تتابع السباحة 3 × 100 متر متنوع رجال[119]
- تتابع السباحة 3 × 50 متر متنوع نساء[120]
- تنس فردي رجال[121]
- تنس فردي نساء[122]
- تنس زوجي رجال[123]
- تنس زوجي نساء[124]
- تنس زوجي مختلط[125]
- كرة الماء[52]

## الملاحظات
1. ↑  تم تسجيل النرويج والسويد فقط كمتنافسين في هذا الحدث.
2. ↑  تنافست بلجيكا وسويسرا فقط في هذا الحدث.
3. ↑  شارك فقط الدنمارك وبلجيكا في هذا الحدث.
4. ↑  الاسم الكامل لهذا المشارك غير مسجل.